# آيت واحمدن (تاويالت)
آيت واحمدن هي إحدى مشيخات المملكة المغربية، تتبع جغرافيا لإقليم تارودانت وإداريًا لتاويالت. يقدر عدد سكانها بـ 4412 نسمة حسب الإحصاء الرسمي للسكان والسكنى لسنة 2004.